# Guvernementet Podolien
Guvernementet Podolien var ett guvernement i regionen Podolien i Kejsardömet Ryssland, begränsat av Volynien i norr, Kiev och Cherson i öster, Bessarabien i sydväst och Österrike-Ungern (Galizien) i väster, där gränsen utgjordes av Dnestrs biflod Zbrutj. Det bildades 1793 och upphörde 1917.
År 1912 var befolkningen 3 882 700 invånare, till större delen ukrainare (lillryssar, jämte polacker (4 procent), judar (13 procent) samt rumäner, tyskar och armenier. Podolien tillhörde det judiska bosättningsområdet i Kejsardömet Ryssland.
Området genomdrogs från norr till söder av två nästan parallella, lägre höjdkedjor, den ena löpande mellan de två huvudfloderna i guvernementet, Dnestr och Bug, den andra öster om Bug på gränsen till Kiev. Den förra nådde en höjd i norr av 360 meter, den senare av 320 meter.
Jordmånen var nästan överallt svartjord, och Podolien hörde till de bördigaste trakterna i ryska riket. Jordbruket var huvudnäring och lämnade betydande överskott av spannmål för export. Även industrin var utvecklad, i synnerhet socker- och brännvinstillverkningen. Handeln främjades genom de segelbara floderna och järnvägen från Lemberg till Odessa med bibanor till Kiev och Poltava.
Guvernementet var indelat i tolv kretsar (ujezd), vars centralorter var Balta, Bratslav, Gajsin, Jampol, Kamenets-Podolsk, Letitjev, Litin, Mogiljov-Podolskij, Novaja-Usjitsa, Olgopol, Proskurov och Vinnitsa.